# Düsseldorfer EG
Düsseldorfer EG (DEG) (2002-2011 DEG Metro Stars), är en tysk ishockeyklubb från Düsseldorf i Tyskland, en av grundarföreningarna av DEL.
Klubben har blivit tyska mästare åtta gånger (1967,1972,1975,1990,1991,1992,1993,1996).